# NGC 1101
NGC 1101 (również PGC 10613 lub UGC 2278) – galaktyka soczewkowata (S0), znajdująca się w gwiazdozbiorze Wieloryba. Odkrył ją Édouard Jean-Marie Stephan 22 listopada 1876 roku.